# L.A. Plays Itself
Pour plus de détails, voir Fiche technique et Distribution.
L.A. Plays Itself ou LA Plays Itself est un film expérimental et pornographique gay américain réalisé par Fred Halsted, sorti en 1972.

## Synopsis
La caméra quitte les abords de Los Angeles pour montrer les paysages de la campagne environnante. Un promeneur dans les bois descend vers un cours d'eau où se trouve un jeune homme blond et nu. Le promeneur s'approche de lui et ils ont des relations sexuelles. Des images de bulldozer servent de transition vers une deuxième partie.
Une voiture parcourt les rues de Los Angeles, le chauffeur prend à son bord un homme avec qui il discute. En montage alterné, un jeune homme blond se dénude dans une maison et subit les coups et les brimades d'un homme à qui il lèche les bottes. L'homme le ligote et le bâillonne, puis l'enferme dans un placard. Le chauffeur à pied observe des jeunes hommes torse nu tandis qu'on voit des images de collection d'insectes.
On voit ensuite un homme se masturber et des manchettes de journaux disant qu'un homme enlevé a été retrouvé mort. Le film se termine sur les images de la jouissance de l'homme.

## Fiche technique
- Titre : L.A. Plays Itself
- Réalisation : Fred Halsted
- Scénario : Fred Halsted
- Photographie : Fred Halsted
- Montage : Fred Halsted
- Musique : musique japonaise traditionnelle au shakuhachi, Symphonie n° 6 de Beethoven, Musique pour cordes, percussion et célesta de Bartók
- Société de production : Eight of Clubs
- Sociétés de distribution : Halsted Distribution
- Langues : anglais
- Format : Couleur - 1.33 : 1/16 mm - son monophonique
- Genre : Film expérimental-Film pornographique
- Durée : 51 minutes
- Dates de sortie : 
  - États-Unis : avril 1972

## Distribution
- Jim Frost : l'autostoppeur
- Rick Coates : le garçon dans la nature
- Fred Halsted : le conducteur de la Ford Ranchero
- Joey Yale : le jeune nouvellement arrivé en ville
- Paul Barresi
- Bob Blount

## Commentaires
Le film ignore les frontières qui peuvent séparer le cinéma expérimental du film pornographique,. Le réalisateur a déclaré que ce film avait une importante part autobiographique,.
Le film accorde une grande importance au paysage, sur fond de musique japonaise traditionnelle, puis, lorsque les relations sexuelles commencent, sur de la musique classique.
L'autre moitié du film dans la ville montre une image sombre de prédateurs sexuels, qui contraste avec la liberté et l'hédonisme de la première moitié dans la nature. « Le film affirme que le plaisir et la douleur, la beauté et la laideur sont des états psychiques complémentaires, tous deux présents dans la culture gay. »
Le film comportait des scènes de fist-fucking qui ont été retirées pour l'exploitation en vidéo,.
Considéré comme le meilleur film de Fred Halsted, L.A. Plays Itself est aussi acclamé comme un classique de la pornographie gay. Il est considéré comme le deuxième jalon historique du genre moderne, après Boys in the Sand (1971). Il est souvent vu comme entrant dans la lignée des films de Kenneth Anger,.
Le film fait partie des collections du Museum of Modern Art,.